# 哈明克尔恩
哈明克尔恩（德語：Hamminkeln，發音：[haˈmɪŋkl̩n] ⓘ）是德国北莱茵-威斯特法伦州杜塞尔多夫行政区韦瑟尔县的城市，面积164.53平方千米，2023年12月31日人口为27,450人。